# 款冬
款冬，別名冬花、款冬蒲公英
多年生草本植物，广卵形至心脏形叶子丛生，边缘有波状疏锯齿，下面密被白色棉毛；冬季花茎先叶出现，顶生头状花序，周围为黄色舌状花，中央为管状花；细小瘦果。
原产于中国、欧洲和非洲北部，日本也有生长。

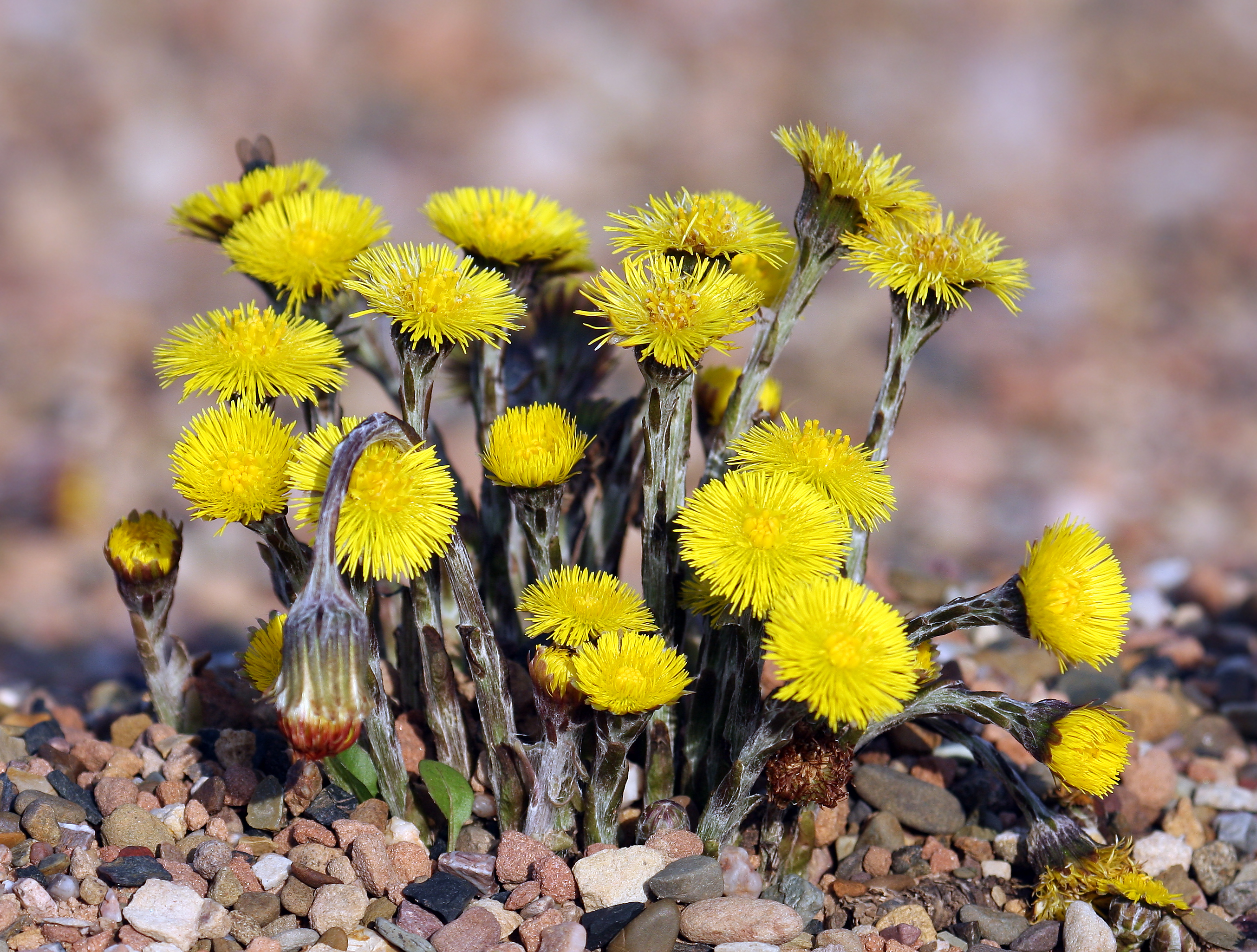
植株
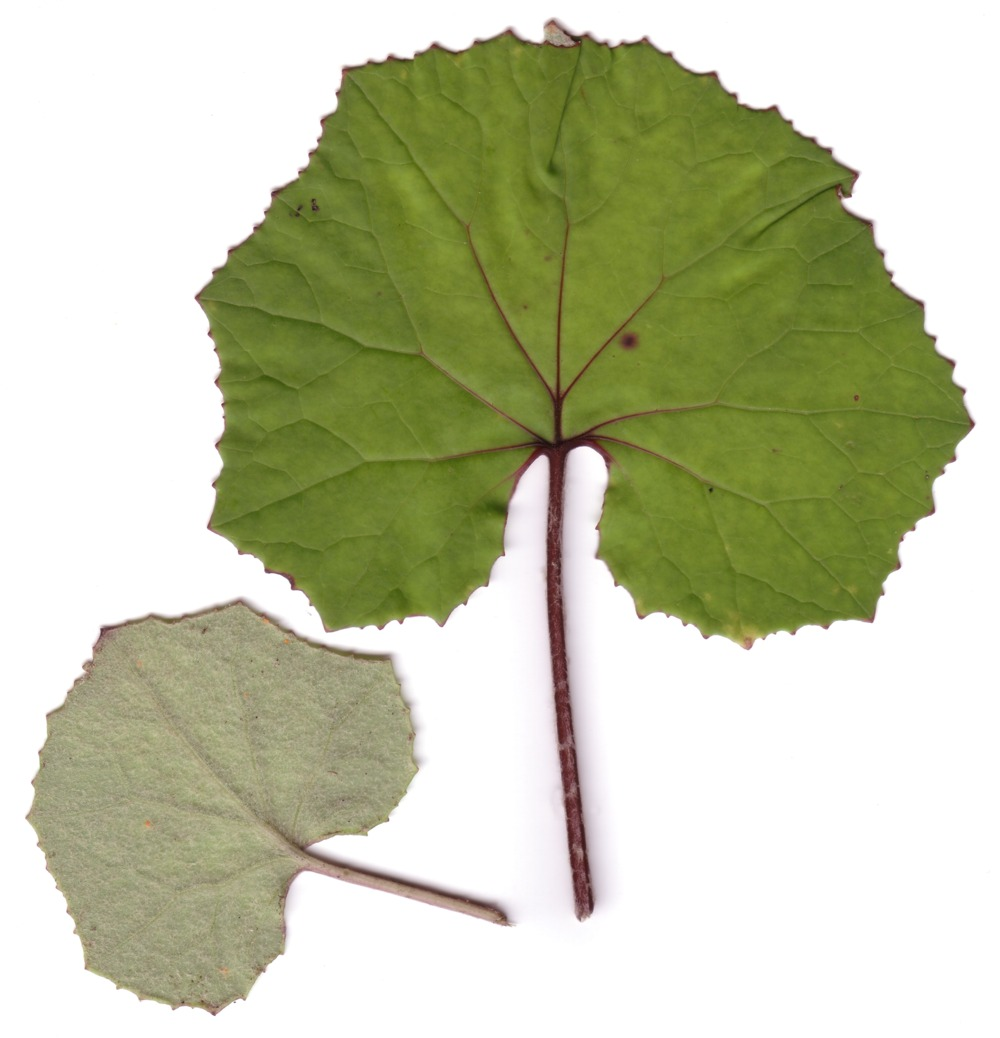
葉
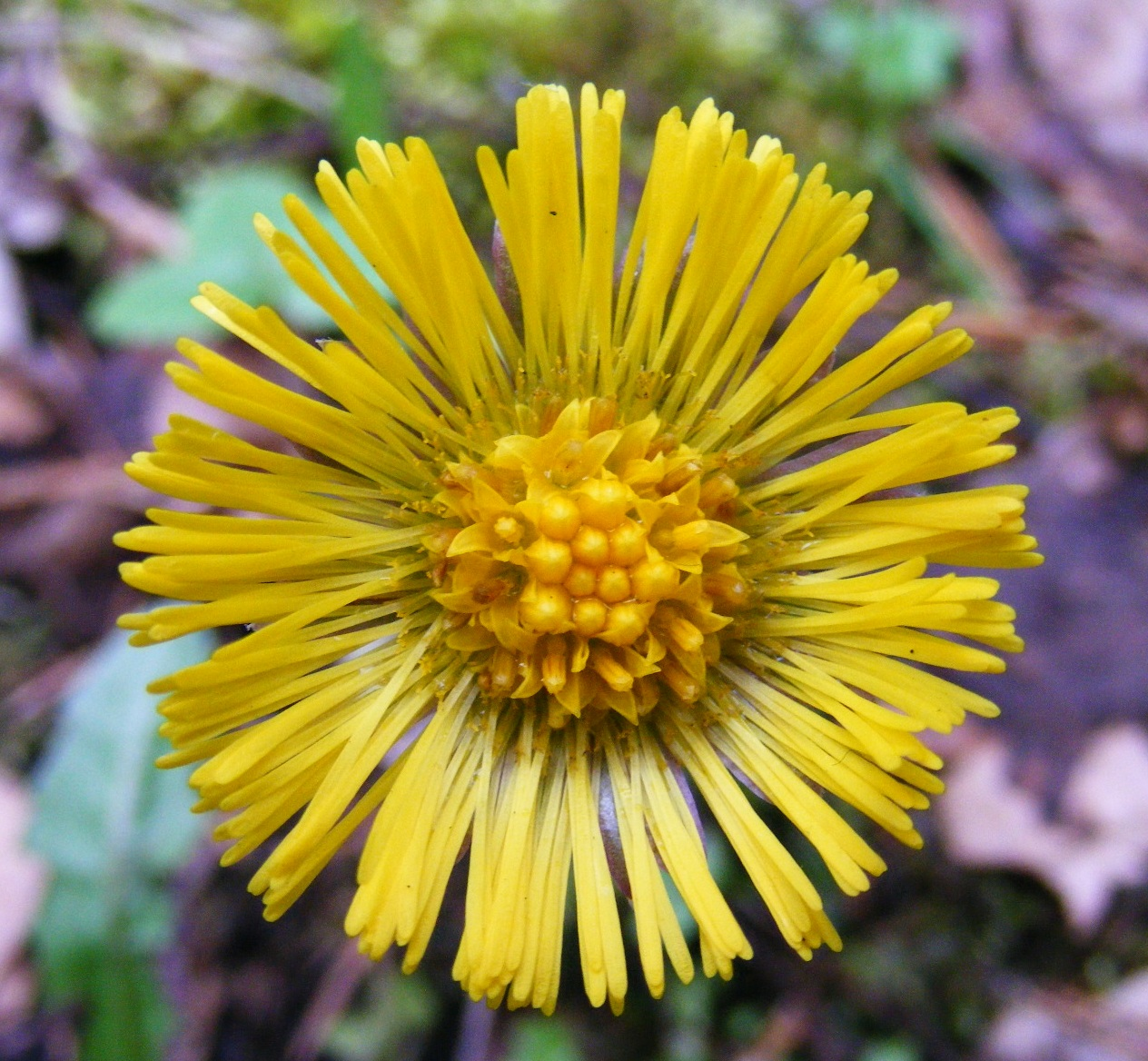
花
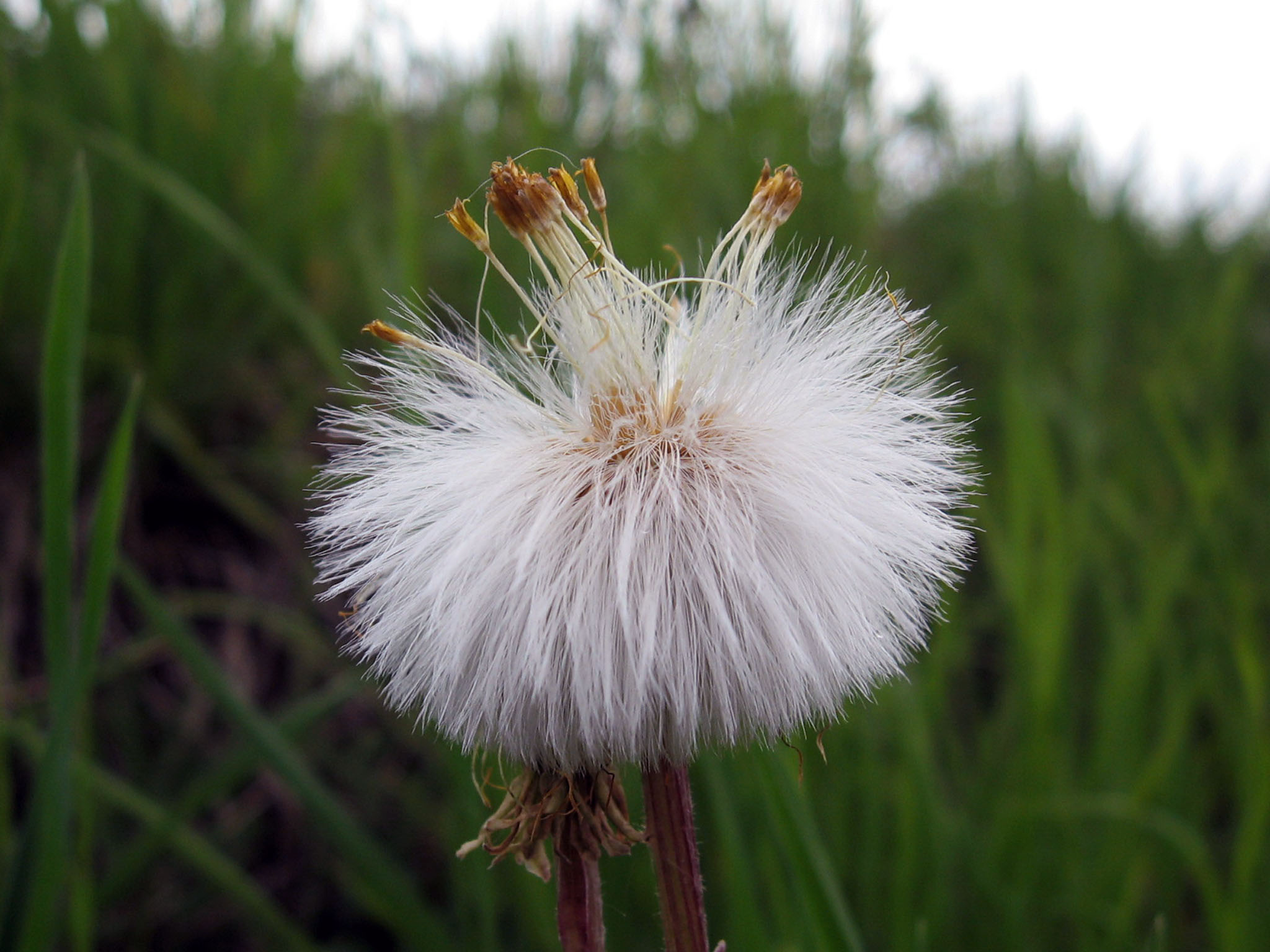
種子

## 中医
中医学中把本植物与蜂斗菜混淆，因此这两种植物有相同的别名。
《神农本草经》、《本草纲目》、《病证通用中药》等多种中药的书籍都记载着款冬有润肺以及止咳、化痰的功效。

## 毒性
款冬花含有可引致肝臟腫瘤的吡咯里西啶生物鹼。

## 關聯項目
- 蜂斗菜

## 延伸阅读
[在维基数据编辑]
 《欽定古今圖書集成·博物彙編·草木典·款冬部》，出自陈梦雷《古今圖書集成》
 《植物名實圖考·款冬花》，出自吳其濬《植物名實圖考》

## 外部連結
- 款冬 Kuandong （页面存档备份，存于） 藥用植物圖像數據庫 (香港浸會大學中醫藥學院) （中文）（英文）
- 款冬花 中藥材圖像數據庫  (香港浸會大學中醫藥學院) （中文）（英文）
- 款冬花 Kuan Dong Hua （页面存档备份，存于） 中藥標本數據庫 (香港浸會大學中醫藥學院) （繁體中文）（英文）
- 千里光堿 Senecionine （页面存档备份，存于） 中草藥化學圖像數據庫 (香港浸會大學中醫藥學院) （中文）（英文）
- Coltsfoot(Tussilago farfara) information （页面存档备份，存于） （英文）